# Kanabigerol
Kanabigerol (cannabigerol (CBG)) je kanabinoid iz Cannabis roda biljki koji nije psihoaktivan. Kanabigerol je prisutan u visokim koncentracijama u industrijskoj konoplji.
Kanabigerol deluje sa visokim afinitetom kao agonist α2-adrenergičkog receptora, umereni antagonist 5-HT1A receptora, i slab antagonist CB1 receptora. It also binds to the CB2 receptor, but whether it acts as an agonist or antagonist at this site is unknown.